# Veyrac
Veyrac (tiếng Occitan: Vairac) là một xã của tỉnh Haute-Vienne, thuộc vùng Nouvelle-Aquitaine, miền trung nước Pháp.